# Kurt Knodt
Kurt Knodt (* 17. Oktober 1909 in Wallbach; † 29. Juni 1978 in Dillenburg) war ein hessischer Politiker (SPD) und Abgeordneter der Verfassungberatenden Landesversammlung Groß-Hessen.
Kurt Knodt besuchte nach dem Abschluss der höheren Schule die Universität und arbeitete als Syndikus.
Bis 1933 war er Mitglied der Sozialistischen Jugend und des Sozialistischen Studentenbundes. 1945 bis 1954 war er Landrat des Dillkreises. Vom 15. Juli 1946 bis zum 30. November 1946 war er Mitglied der Verfassungberatenden Landesversammlung Groß-Hessen.
Kurt Knodt war der Großvater des Journalisten Michael Knodt.